# Mahou-San Miguel
Mahou San Miguel er et spansk bryggeri, der blev etableret i Madrid i 1890 under navnet Hijos de Casimiro Mahou, fábrica de hielo y cerveza.
Virksomheden markedsfører sig med ølmærkerne Mahou, San Miguel og Alhambra, der kan købes i 70 lande.